# Marcelo da Veiga

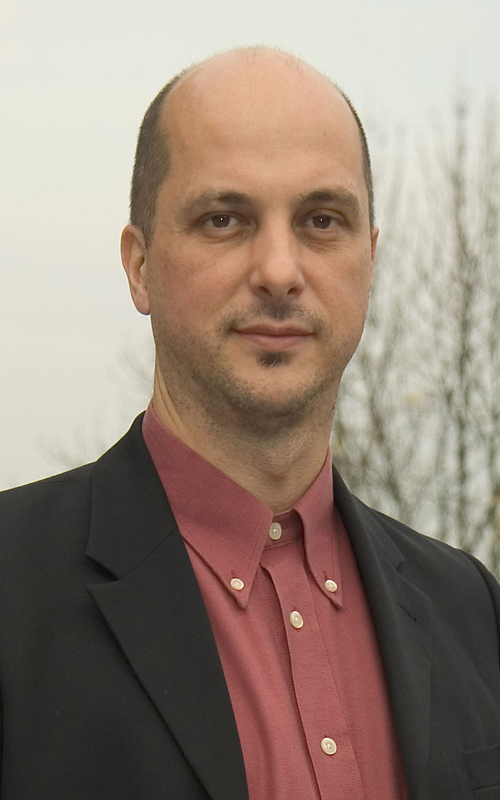
Marcelo da Veiga

Marcelo da Veiga  (* 1960 in Blumenau, Brasilien) ist Gründungsrektor der Alanus Hochschule für Kunst und Gesellschaft und Professor für Philosophie und Gesellschaft.

## Leben
Marcelo da Veiga Greuel wuchs in Deutschland auf und studierte nach dem Abitur von 1981 bis 1985 Philosophie, Germanistik und Pädagogik in Bonn, Bochum und Duisburg. Vom Bundesland Nordrhein-Westfalen erhielt er von 1986 bis 1989 ein Promotionsstipendium und promovierte 1990 zum Thema „Wirklichkeit und Freiheit: die Bedeutung Johann Gottlieb Fichtes für das philosophische Denken Rudolf Steiners“. Danach arbeitete er als Oberstufenlehrer für Literatur in São Paulo. Von 1993 bis 1999 war er als Professor für deutsche Sprache und Literatur in der Bundesuniversität von Santa Catarina in Florianópolis, Brasilien tätig. Gleichzeitig beriet er private Hochschulen und Schulen in freier Trägerschaft.
1999 kehrte er nach Deutschland zurück, um hier als Organisations- und Wirtschaftsberater für Bildungseinrichtungen und vor allem als Projektleiter der Software AG Stiftung für die Bereiche Schule und Hochschule zu arbeiten. 2002 wurde ihm die Projektleitung für das Anerkennungsverfahren der Alanus Hochschule zugetragen. Nach der Anerkennung der Hochschule als Kunsthochschule durch das nordrhein-westfälische Wissenschaftsministerium im Oktober 2002 wurde er zum Professor für philosophische und ästhetische Bildung berufen und zum ersten Rektor der Hochschule gewählt.
Marcelo da Veiga wurde im 2014 für weitere vier Jahre im Amt des Rektors der Alanus Hochschule für Kunst und Gesellschaft bestätigt, legte aber bereits zum 31. März 2017 sein Amt nieder. Marcelo da Veiga ist Leiter des Instituts für Bildung und gesellschaftliche Innovation (IBUGI) in Bonn.